# Couvignon
Couvignon é uma comuna francesa na região administrativa de Grande Leste, no departamento de Aube. Estende-se por uma área de 13,43 km². Em 2010 a comuna tinha 207 habitantes (densidade: 15,4 hab./km²).